# أيسر (اسم)
أَيْسَر هو اسم علم مذكر من أصل عربي، وجاء الاسم على صيغة اسم تفضيل، ومعناه هو الأكثر سهولة ويسرًا.